# Писсуар (фильм)
«Писсуар» (англ. Pissoir, иногда англ. Urinal) — фильм канадского режиссёра Джона Грейсона. Был удостоен кинопремии «Тедди» на 39-м Берлинском международном кинофестивале (1989).

## Сюжет
Главный герой фильма, Дориан Грей, переосмысленный как накачанный красавец, вызывает духи шестерых гомо- и бисексуальных деятелей искусства и с их помощью пытается дать этическую оценку облавам торонтской полиции на туалеты, использующиеся для анонимного секса. Каждый из этих духов создаёт свой небольшой псевдо-документальный фильм-новеллу. Так фильм Юкио Мисимы озаглавлен «Художественное чтение надписей в туалете», Фриды Кало — «Контроль сексуальности обществом», а Сергея Эйзенштейна — «Организованная экскурсия по самым пикантным туалетам Торонто». В седьмой новелле сам Дориан оказывается двойным агентом из частей королевской конной полиции.

## В ролях
- Пол Беттис — Сергей Эйзенштейн, советский режиссёр
- Полин Кери — Френсис Лоринг, канадский скульптор
- Келти Крид — Флоренс Вайл, канадский скульптор
- Ланс Энг — Дориан Грей
- Давид Гонзалес — Юкио Мисима, японский писатель
- Оливия Рохас — Фрида Кало, мексиканская художница
- Джордж Спелвин[4] — Лэнгстон Хьюз, американский писатель

## Критика
Фильм привлёк значительное внимание критиков. Так Джон Шампейн рассматривал использование Грейсоном исторических лиц как персонажей через призму «К генеалогии морали» Ницше, а тему туалетного секса — «бесполезной траты» Батая. Крис Страйер видела в фильме критику попытки общества контролировать сексуальность, выраженную в полицейских облавах, а в организации фильма как нескольких новелл, «снятых» разными персонажами, как многоголосие смыслообразования и сексуальности.